# العلاقات الأنغولية الليسوتوية
العلاقات الأنغولية الليسوتوية هي العلاقات الثنائية التي تجمع بين أنغولا وليسوتو.

## مقارنة بين البلدين
هذه مقارنة عامة ومرجعية للدولتين:
| وجه المقارنة                                              | أنغولا           | ليسوتو                      |
| --------------------------------------------------------- | ---------------- | --------------------------- |
| المساحة (كم2)                                             | 1.25 مليون       | 32.96 ألف                   |
| عدد السكان (نسمة)                                         | 29.78 مليون      | 2.23 مليون                  |
| الكثافة السكانية (ن./كم²)                                 | 23.82            | 67.66                       |
| العاصمة                                                   | لواندا           | ماسيرو                      |
| اللغة الرسمية                                             | اللغة البرتغالية | لغة إنجليزية، اللغة السوتية |
| العملة                                                    | كوانزا أنغولي    | لوتي ليسوتو                 |
| الناتج المحلي الإجمالي (بليون دولار)                      | 124.21 مليار     | 2.64 مليار                  |
| الناتج المحلي الإجمالي (تعادل القوة الشرائية) بليون دولار | 184.83 مليار     | 6.30 مليار                  |
| الناتج المحلي الإجمالي الاسمي للفرد دولار أمريكي          | 4.10 ألف         | 1.07 ألف                    |
| الناتج المحلي الإجمالي للفرد دولار أمريكي                 |                  | 2.64 ألف                    |
| مؤشر التنمية البشرية                                      | 0.533            | 0.497                       |
| رمز المكالمات الدولي                                      | +244             | +266                        |
| رمز الإنترنت                                              | .ao              | .ls                         |
| المنطقة الزمنية                                           | ت ع م+01:00      | ت ع م+02:00                 |

## منظمات دولية مشتركة
يشترك البلدان في عضوية مجموعة من المنظمات الدولية، منها:
| علم المنظمة | اسم المنظمة                                 | تاريخ انضمام أنغولا | تاريخ انضمام ليسوتو |
| ----------- | ------------------------------------------- | ------------------- | ------------------- |
|             | البنك الإفريقي للتنمية                      | ?                   | ?                   |
|             | الاتحاد الأفريقي                            | 11 فبراير 1979      | ?                   |
|             | منظمة التجارة العالمية                      | ?                   | ?                   |
|             | مجموعة التنمية لأفريقيا الجنوبية            | ?                   | ?                   |
|             | منظمة الشرطة الجنائية الدولية               | ?                   | ?                   |
|             | منظمة حظر الأسلحة الكيميائية                | ?                   | ?                   |
|             | مؤسسة التمويل الدولية                       | 19 سبتمبر 1989      | 29 سبتمبر 1972      |
|             | يونسكو                                      | 11 مارس 1977        | 29 سبتمبر 1967      |
|             | البنك الدولي للإنشاء والتعمير               | 19 سبتمبر 1989      | 25 يوليو 1968       |
|             | مجموعة دول أفريقيا والكاريبي والمحيط الهادئ | ?                   | ?                   |
|             | الأمم المتحدة                               | 1 ديسمبر 1976       | 17 أكتوبر 1966      |
|             | مؤسسة التنمية الدولية                       | 19 سبتمبر 1989      | 19 سبتمبر 1968      |
|             | وكالة ضمان الاستثمار متعدد الأطراف          | 19 سبتمبر 1989      | 12 أبريل 1988       |
|             | الاتحاد الدولي للاتصالات                    | 13 أكتوبر 1976      | 26 مايو 1967        |
|             | الاتحاد البريدي العالمي                     | ?                   | ?                   |

## وصلات خارجية
- موقع وزارة الخارجية الأنغولية
- موقع وزارة الخارجية الليسوتوية